# Atieli Pakalani
Atieli Pakalani (Kawakawa, 26 de diciembre de 1989) es un exjugador de rugby tongano, que jugaba de wing para la selección de rugby de Tonga. También es sobrino del conocido centro de los All Blacks Ma'a Nonu.
Representa a Tonga internacionalmente. Debutó con la selección de Tonga en un partido contra Fiyi en Suva el 18 de julio de 2015.
Seleccionado para la Copa del Mundo de Rugby de 2015, Veainu anotó dos ensayos en la victoria de su equipo sobre Namibia 35-21.
En 2020 fue contratado por el equipo uruguayo Peñarol participando en la nueva liga profesional sudamericana, la Súper Liga Americana de Rugby. Aunque debido a la pandemia de COVID-19 no disputó ningún partido.